# 貝努鳥

貝努鳥

貝努鳥（Bennu）是古埃及神話中的神鳥，也是希臘神話中菲尼克斯的起源，是太陽神拉、亞圖姆或歐西里斯的靈魂。貝努鳥的頭銜有：「造就自身者」（He Who Came Into Being by Himself）、「上昇者」（Ascending One）以及「禧年之主」（Lord of Jubilees）等。貝努在古埃及也指蒼鷺，這個名稱用埃及式拼寫為「bnn」，在這種情況下，無法確定這個名詞原本的母音，而目前推測其發音可能是像「bānana」。這個名稱與意謂著「燦爛地復活」或「照耀、發光」的動詞「wabāna」（在埃及語文書上拼寫為「wbn」，後來演變成科普特語的「ouoein」）也有關連。除此之外，貝努鳥與尼羅河的上升、復活以及太陽亦有所關連。而因為貝努鳥代表著創造與復興，他也與古埃及曆法有關係。而貝努鳥的神廟也確實因其計時設備而聞名。
根據古埃及神話，貝努鳥從太陽神雷的神廟聖域中的一棵聖樹所燃燒的火焰中創造了他自己。其他的版本則說貝努鳥是從歐西里斯的心臟破殼而出的。貝努鳥被認為在一根名為奔奔石的聖柱上歇息。埃及祭司們會向認為這裡是地上最神聖之處的訪客展示這根聖柱。
貝努鳥被畫成一隻有著長喙、戴著雙羽飾冠的灰色、紫色、藍色或白色的蒼鷺。偶爾貝努鳥也會被描繪成一隻黃鶺鴒或一隻有著紅色與金色羽毛的老鷹。在少數例子裡貝努鳥則被畫成一個有蒼鷺頭的男子，在透明的大衣之下裝扮成白色或藍色的木乃伊樣式。 
在死者之書上寫說：「我是貝努鳥，拉之心魂，引領前往冥界的諸神之嚮導。」